# امبورانابو
امبورانابو (به لاتین: Amboronabo) یک سکونتگاه مسکونی در ماداگاسکار است که در آتسیمو-آندرفانا واقع شده‌است.

## خصوصیات
امبورانابو ۹٬۰۰۰ نفر جمعیت دارد و ۴۷۲ متر بالاتر از سطح دریا واقع شده‌است.